# Edi Hrnic
Edi Hrnic (Brøndby, 26 de dezembro de 2003) é um taekwondista dinamarquês.

## Carreira
Em maio de 2022, ele competiu no Campeonato Europeu de Taekwondo de 2022 em Manchester, Reino Unido, e ganhou uma medalha de prata na prova de 80 kg. Em junho de 2023, ele competiu nos Jogos Europeus de 2023 em Krynica-Zdrój, Polônia, e ganhou uma medalha de ouro na prova masculina de 80 kg.
Em março de 2024, ele competiu no Torneio de Qualificação Europeia de 2024 em Sófia, Bulgária. Ele venceu sua partida semifinal e se classificou para representar a Dinamarca nas Olimpíadas de Verão de 2024. Ele ganhou a primeira cota olímpica da Dinamarca no taekwondo em 20 anos. Nos Jogos Olímpicos de Verão de 2024, em Paris, conquistou a medalha de bronze na categoria de até 80 kg masculino.